# Множественная чувствительность к химическим веществам
Множественная чувствительность к химическим веществам (англ. Multiple Chemical Sensitivity, MCS) — хроническое болезненное состояние, проявляющееся в физических или психологических симптомах. Возникает у человека из-за предполагаемого воздействия микроскопических доз химических реагентов, используемых в быту и широко распространённых, но не являющихся признанными аллергенами. Среди распространенных симптомов — усталость, головная боль, тошнота, головокружение, кожные высыпания, воспаление дыхательных путей и боль в суставах. Среди химических веществ и продуктов, вызывающих симптомы, обычно называют косметическую и парфюмерную продукцию, бытовую химию, пестициды, синтетические ткани, красители и проч.
Хотя симптомы могут быть вполне реальны, современная медицина считает, что нет никаких научных доказательств того, что они действительно вызваны химическими агентами, а не являются симптомами других невротических состояний. Всемирная организация здравоохранения не включает множественную чувствительность к химическим препаратам в современную международную классификацию болезней.